# Боннская конвенция
Конвенция по сохранению мигрирующих видов диких животных (также известная как CMS или Боннская конвенция, не путать с Боннским соглашением) ставит своей целью сохранение наземных и морских мигрирующих животных, а также мигрирующих птиц по всему их ареалу. Это международный договор, заключённый в рамках Программы ООН по окружающей среде, направленный на сохранение живой природы и ареалов животных в глобальном масштабе. Со времени вступления Конвенции в силу количество её участников постепенно возрастало и сейчас составляет более 100 стран Африки, Центральной и Южной Америки, Азии, Европы и Океании. Конвенция была подписана в 1979 году в городе Бонне и вступила в силу в 1983 году.
Мигрирующие виды, которым угрожает исчезновение, опубликованы в Приложении I Конвенции. Государства Конвенции прилагают максимальные усилия по защите этих видов животных, сохранению и восстановлению мест их обитания, сокращению препятствий к миграции и контролю других факторов, способных оказать негативное влияние на данные виды. Кроме представления обязательств для каждой страны, вступающей в Конвенцию, CMS также обеспечивает согласование действий государств ареала многих видов животных. Мигрирующие виды, которым нужно или которым было бы полезно международное сотрудничество, опубликованы в Приложении II. Конвенция поддерживает государства ареала данных видов к заключению региональных и глобальных Соглашений.
В этом отношении Конвенция по мигрирующим видам является рамочной. Соглашения могут варьироваться от договоров, имеющих обязательную силу (называемых Соглашениями), до менее формальных инструментов, таких как Меморандумы о Взаимопонимании, и могут быть адаптированы согласно условиям того или иного региона. Развитие различных моделей, приспособленных к сохранению того или иного вида и среды их обитания, является отличительной характеристикой Конвенции.

## Соглашения в рамках Конвенции
Несколько Соглашений было заключено в рамках Конвенции. Они направлены на сохранение:
- популяций летучих мышей в Европе (EUROBATS)
- китообразных в Средиземном и Чёрном морях, а также прилегающей зоне Атлантики (ACCOBAMS)
- сохранение малых китообразных Балтийского моря, северо-восточной Атлантики, Ирландского и Северного морей (ASCOBANS)
- ластоногие в Ваттовом море (Соглашение по Ваттовому морю)
- африканско-евразийские мигрирующие водяные птицы (AEWA)
- альбатросы и буревестники
- гориллы и их места обитания (Соглашение по горилле)

## Меморандумы о взаимопонимании
Несколько Меморандумов о взаимопонимании (МоВ) было заключено в рамках Конвенции. Они направлены на сохранение следующих видов: стерх, тонкоклювый кроншнеп, морские черепахи Атлантического берега Африки, морские черепахи Индийского океана и Юго-Восточной Азии, среднеевропейские популяции дрофы, бухарский олень, водяная славка, западноафриканские популяции африканского слона, сайгак, китообразные региона Тихоокеанских островов, средиземноморский тюлень-монах, дюгонь, красноголовый гусь, луговые птицы.
Секретариат в рамках Программы ООН по окружающей среде (ЮНЕП) обеспечивает административную поддержку Конвенции. Он располагается на территории Кампуса ООН в Бонне. Органом, принимающим решения в рамках Конвенции, является Конференция Сторон, Постоянный Комитет обеспечивает политическое и административное руководство между заседаниями Конференции Сторон. Научный Совет состоит из экспертов, назначаемых самими странами-участницами Конвенции и Конференцией Партий и даёт консультации по техническим и научным вопросам.

## Новости
В 2024 году Конференция Сторон Боннской конвенции впервые пройдёт в Центральной Азии, в г. Самарканде (Узбекистан). Девиз 14-й Конференции Сторон — "Природа не знает границ". На этом заседании высокого уровня будет презентован первый в истории отчёт о «Состоянии мигрирующих видов в мире».